# Collegio uninominale Puglia - 06 (Camera dei deputati 2017)
Il collegio elettorale uninominale Puglia - 06 è stato un collegio elettorale uninominale della Repubblica Italiana per l'elezione della Camera dei deputati tra il 2017 ed il 2022.

## Territorio
Come previsto dalla legge elettorale italiana del 2017, il collegio era stato definito tramite decreto legislativo all'interno della circoscrizione Puglia.
Era formato dal territorio di 14 comuni: Adelfia, Alberobello, Casamassima, Castellana Grotte, Cellamare, Conversano, Gioia del Colle, Locorotondo, Mola di Bari, Monopoli, Noci, Polignano a Mare, Putignano e Rutigliano.
Il collegio era quindi interamente compreso nella città metropolitana di Bari.
Il collegio era parte del Collegio plurinominale Puglia - 03.

## Eletti
| Elezione | Elezione | Deputato           | Partito               |
| -------- | -------- | ------------------ | --------------------- |
|          | 2018     | Emanuele Scagliusi | Movimento 5 Stelle    |
|          | 2022     | Emanuele Scagliusi | Insieme per il futuro |

## Dati elettorali

### XVIII legislatura
Come previsto dalla legge elettorale, 232 deputati erano eletti con sistema a maggioranza relativa in altrettanti collegi uninominali a turno unico.
| Candidati              | Candidati                    | Voti    | %     | Liste                    | Voti    | %     |
| ---------------------- | ---------------------------- | ------- | ----- | ------------------------ | ------- | ----- |
|                        | Emanuele Scagliusi ✔️ Eletto | 76 772  | 45,20 | Movimento 5 Stelle       | 76 772  | 45,20 |
|                        | Trifone Altieri              | 54 435  | 32,05 | Forza Italia             | 33 297  | 19,60 |
| Lega                   | Trifone Altieri              | 54 435  | 32,05 | 11 267                   | 6,63    |       |
| Fratelli d'Italia      | Trifone Altieri              | 54 435  | 32,05 | 6 028                    | 3,55    |       |
| Noi con l'Italia - UDC | Trifone Altieri              | 54 435  | 32,05 | 3 843                    | 2,26    |       |
|                        | Marilù Napoletano            | 26 979  | 15,88 | Partito Democratico      | 22 816  | 13,43 |
| +Europa                | Marilù Napoletano            | 26 979  | 15,88 | 2 556                    | 1,50    |       |
| Italia Europa Insieme  | Marilù Napoletano            | 26 979  | 15,88 | 1 179                    | 0,69    |       |
| Civica Popolare        | Marilù Napoletano            | 26 979  | 15,88 | 428                      | 0,25    |       |
|                        | Anna Maria Candela           | 6 825   | 4,02  | Liberi e Uguali          | 6 825   | 4,02  |
|                        | Valentina Basta              | 1 329   | 0,78  | Potere al Popolo!        | 1 329   | 0,78  |
|                        | Mirco Fanizzi                | 889     | 0,52  | Il Popolo della Famiglia | 889     | 0,52  |
|                        | Pietro Ippolito              | 791     | 0,47  | CasaPound                | 791     | 0,47  |
|                        | Danilo Nesta                 | 635     | 0,37  | Partito Comunista        | 635     | 0,37  |
|                        | Michele Mitrotti             | 502     | 0,30  | Italia agli Italiani     | 502     | 0,30  |
|                        | Anna Gallone                 | 326     | 0,19  | 10 Volte Meglio          | 326     | 0,19  |
|                        | Francesco Sibilia            | 277     | 0,16  | Partito Valore Umano     | 277     | 0,16  |
|                        | Margherita Marsala           | 102     | 0,06  | PRI - ALA                | 102     | 0,06  |
| Totale                 | Totale                       | 169 862 | 100   |                          | 169 862 | 100   |
|                        |                              |         |       |                          |         |       |
| Voti non validi        | Voti non validi              | 5 454   | 3,11  |                          |         |       |
| Votanti                | Votanti                      | 175 316 | 72,01 |                          |         |       |
| Elettori               | Elettori                     | 243 467 |       |                          |         |       |